# Soprana
Soprana är en frazione i kommunen Valdilana i provinsen Biella i regionen Piemonte i Italien. 
Soprana upphörde som kommun den 1 januari 2019 och bildade med de tidigare kommunerna Mosso, Trivero och Valle Mosso den nya kommunen Valdilana. Den tidigare kommunen hade 688 invånare (2018) och huvudorten var Lanvario.